# Ganryūjima
Ganryūjima (巌流島, (antigamente Funajima 船島)) é uma ilha no Japão localizada entre Honshū e Kyūshū, e acessível de balsa a partir do Porto de Shimonoseki (下関港). É famosa pelo duelo entre Miyamoto Musashi e Sasaki Kojirō. A pequena ilha tinha o nome de Funajima por ter a aparência de um barco (Funajima, literalmente, significa "Ilha do Barco"), recebendo o nome atual em referência à escola Ganryū de kenjutsu, fundada por Kojirō.
Na ilha existem alguns monumentos, bem como lugares para eventos públicos como o cabo de guerra anual. Ao longo da costa oeste há um caminho para pedestres, enquanto o outro lado permanece ermo.